# Sukarame (Zuid-Pesisir)
Sukarame is een bestuurslaag in het regentschap Lampung Barat van de provincie Lampung, Indonesië. Sukarame telt 714 inwoners (volkstelling 2010).